# Oskar Boesen
Oskar Adam Rudkjøbing Boesen (* 5. Mai 2005 in Valencia, Spanien) ist ein dänischer Fußballspieler. Er spielt bei Silkeborg IF und ist dänischer Nachwuchsnationalspieler.

## Leben

### Kindheit und Jugend
Oskar Boesens dänische Eltern waren lange vor seiner Geburt nach Spanien übergesiedelt und ließen sich in Valencia nieder. Er selbst ist dort geboren sowie aufgewachsen und spielte in der Akademie des FC Valencia, bevor er in das Herkunftsland seiner Eltern ging und auf ein Internat in Brøndby, einem Vorort von Kopenhagen, kam. Boesen spielte aber nicht für den ortsansässigen Spitzenklub von Brøndby IF, sondern für Hvidovre IF, ehe er auf die jütische Halbinsel zu Silkeborg IF wechselte.

### Erste Herren in Silkeborg
Am 6. April 2023 gab er im Alter von 17 Jahren beim 3:2-Sieg im Viertelfinalrückspiel im dänischen Pokal gegen SønderjyskE sein Pflichtspieldebüt für die Profimannschaft von „SIF“. Oskar Boesen kam nur sporadisch für die erste Mannschaft zum Einsatz, auch in der folgenden Saison spielte er nicht häufig. Allerdings gewann er mit seiner Mannschaft den dänischen Pokal. Boesen schoss dabei am 1. November 2023 beim 5:1-Auswärtssieg im Achtelfinale bei seinem ehemaligen Klub aus Hvidovre das Tor zum Endstand, beim 1:0-Finalsieg gegen Aarhus GF am 9. Mai 2024 gehörte er zum Kader, hatte allerdings nicht gespielt.

### Nationalmannschaft
Oskar Boesen ist Nachwuchsnationalspieler Dänemarks und vertrat die Skandinavier in den Trikots der Altersklassen U18 und U19. Mit letzterer nahm er an der Europameisterschaft 2024 in Nordirland teil und schied dort mit seiner Mannschaft als Gruppenletzter aus. Boesen kam dabei in zwei der drei Partien in der Gruppenphase zum Einsatz.

## Erfolge
- dänischer Pokalsieger: 2023/24